# Farra di Soligo
Farra di Soligo é uma comuna italiana da região do Vêneto, província de Treviso, com cerca de 7877 habitantes. Estende-se por uma área de 28 km², tendo uma densidade populacional de 281 hab/km². Faz fronteira com Follina, Miane, Moriago della Battaglia, Pieve di Soligo, Sernaglia della Battaglia, Valdobbiadene, Vidor.

## Demografia
| Variação demográfica do município entre 1861 e 2011                               |
|                                                                                   |
| Fonte: Istituto Nazionale di Statistica (ISTAT) - Elaboração gráfica da Wikipedia |